# 남위 2도
남위 2도는 적도에서 남쪽으로 2도 떨어진 위선이다. 남태평양, 남아메리카, 대서양, 아프리카, 인도양, 오스트랄라시아를 통과한다.

## 지나가는 지역
남위 2도는 본초 자오선으로부터 동쪽으로 다음과 같은 지역을 통과한다.
| 좌표                                                  | 국가, 지역, 해역 | 비고                                                                   |
| ----------------------------------------------------- | ---------------- | ---------------------------------------------------------------------- |
| 남위 2° 0′ 동경 0° 0′  / 남위 2.000° 동경 0.000°      | 대서양           |                                                                        |
| 남위 2° 0′ 동경 9° 21′  / 남위 2.000° 동경 9.350°     | 가봉             |                                                                        |
| 남위 2° 0′ 동경 12° 28′  / 남위 2.000° 동경 12.467°   | 콩고 공화국      |                                                                        |
| 남위 2° 0′ 동경 12° 52′  / 남위 2.000° 동경 12.867°   | 가봉             |                                                                        |
| 남위 2° 0′ 동경 14° 15′  / 남위 2.000° 동경 14.250°   | 콩고 공화국      |                                                                        |
| 남위 2° 0′ 동경 16° 24′  / 남위 2.000° 동경 16.400°   | 콩고민주공화국   | 키부호에서 르완다 국경으로 전환                                        |
| 남위 2° 0′ 동경 29° 9′  / 남위 2.000° 동경 29.150°    | 르완다           | 키갈리 바로 남쪽 통과                                                  |
| 남위 2° 0′ 동경 30° 51′  / 남위 2.000° 동경 30.850°   | 탄자니아         | 빅토리아호 (우케레웨섬) 통과                                           |
| 남위 2° 0′ 동경 35° 50′  / 남위 2.000° 동경 35.833°   | 케냐             |                                                                        |
| 남위 2° 0′ 동경 41° 17′  / 남위 2.000° 동경 41.283°   | 인도양           |                                                                        |
| 남위 2° 0′ 동경 99° 33′  / 남위 2.000° 동경 99.550°   | 인도네시아       | 시푸라섬 바로 북쪽의 무인도                                            |
| 남위 2° 0′ 동경 99° 34′  / 남위 2.000° 동경 99.567°   | 믄타와이해협     |                                                                        |
| 남위 2° 0′ 동경 100° 52′  / 남위 2.000° 동경 100.867° | 인도네시아       | 수마트라섬                                                             |
| 남위 2° 0′ 동경 104° 47′  / 남위 2.000° 동경 104.783° | 방카해협         |                                                                        |
| 남위 2° 0′ 동경 105° 7′  / 남위 2.000° 동경 105.117°  | 인도네시아       | 방카섬                                                                 |
| 남위 2° 0′ 동경 106° 8′  / 남위 2.000° 동경 106.133°  | 카리마타해협     |                                                                        |
| 남위 2° 0′ 동경 110° 6′  / 남위 2.000° 동경 110.100°  | 인도네시아       | 보르네오섬 서칼리만탄주 중앙칼리만탄주 남칼리만탄주 동칼리만탄주       |
| 남위 2° 0′ 동경 116° 27′  / 남위 2.000° 동경 116.450° | 마카사르해협     |                                                                        |
| 남위 2° 0′ 동경 119° 13′  / 남위 2.000° 동경 119.217° | 인도네시아       | 술라웨시섬                                                             |
| 남위 2° 0′ 동경 121° 27′  / 남위 2.000° 동경 121.450° | 반다해           |                                                                        |
| 남위 2° 0′ 동경 123° 48′  / 남위 2.000° 동경 123.800° | 인도네시아       | 방가이제도 살루에브사르섬                                              |
| 남위 2° 0′ 동경 123° 51′  / 남위 2.000° 동경 123.850° | 반다해           |                                                                        |
| 남위 2° 0′ 동경 124° 18′  / 남위 2.000° 동경 124.300° | 인도네시아       | 세호섬, 탈리아부섬                                                     |
| 남위 2° 0′ 동경 124° 33′  / 남위 2.000° 동경 124.550° | 반다해           | 인도네시아 망골레섬 바로 남쪽 통과                                     |
| 남위 2° 0′ 동경 125° 53′  / 남위 2.000° 동경 125.883° | 인도네시아       | 사나나섬                                                               |
| 남위 2° 0′ 동경 125° 58′  / 남위 2.000° 동경 125.967° | 스람해           | 인도네시아 고무무섬 바로 남쪽 통과                                     |
| 남위 2° 0′ 동경 129° 54′  / 남위 2.000° 동경 129.900° | 인도네시아       | 미솔섬                                                                 |
| 남위 2° 0′ 동경 130° 23′  / 남위 2.000° 동경 130.383° | 스람해           |                                                                        |
| 남위 2° 0′ 동경 132° 0′  / 남위 2.000° 동경 132.000°  | 인도네시아       | 뉴기니섬, 메오스와르섬                                                 |
| 남위 2° 0′ 동경 134° 25′  / 남위 2.000° 동경 134.417° | 슨데라와시만     | 인도네시아 야펜섬 바로 남쪽 통과                                       |
| 남위 2° 0′ 동경 137° 12′  / 남위 2.000° 동경 137.200° | 인도네시아       | 뉴기니섬                                                               |
| 남위 2° 0′ 동경 139° 3′  / 남위 2.000° 동경 139.050°  | 태평양           | 파푸아뉴기니 니니고제도 바로 남쪽 통과                                 |
| 남위 2° 0′ 동경 146° 34′  / 남위 2.000° 동경 146.567° | 파푸아뉴기니     | 마누스섬                                                               |
| 남위 2° 0′ 동경 147° 11′  / 남위 2.000° 동경 147.183° | 세어들러만       |                                                                        |
| 남위 2° 0′ 동경 147° 23′  / 남위 2.000° 동경 147.383° | 파푸아뉴기니     | 로스네그로스섬                                                         |
| 남위 2° 0′ 동경 147° 24′  / 남위 2.000° 동경 147.400° | 태평양           | 파푸아뉴기니 통섬 바로 북쪽 통과 키리바시 오노토아 환초 바로 남쪽 통과 |
| 남위 2° 0′ 서경 80° 45′  / 남위 2.000° 서경 80.750°   | 에콰도르         | 과야킬 바로 북쪽 통과                                                  |
| 남위 2° 0′ 서경 75° 57′  / 남위 2.000° 서경 75.950°   | 페루             |                                                                        |
| 남위 2° 0′ 서경 73° 6′  / 남위 2.000° 서경 73.100°    | 콜롬비아         |                                                                        |
| 남위 2° 0′ 서경 69° 32′  / 남위 2.000° 서경 69.533°   | 브라질           | 아마조나스주 파라주 마라냥주 - 상루이스 바로 북쪽 통과                 |
| 남위 2° 0′ 서경 44° 29′  / 남위 2.000° 서경 44.483°   | 대서양           |                                                                        |

## 같이 보기
- 남위 1도
- 남위 3도